# Povijest Nigera
Povijest Nigera seže daleko u prošlost. Ljudi su živjeli ma prostoru Nigera od najranijih vremena. Tamo je pronađen fosil hominina Australopithecusa bahrelghazalija. 
Niger je bio dio Songajskoga Carstva, jedno od najvećih carstava 16. stoljeća u zapadnoj Africi. Usmena predaja kazuje da je Songajsko kraljevstvo u 7. stoljeću osnovao al-Yaman, kršćanin, no u 11.stoljeću njegovi vladari su prešli na islam. U 14. stoljeću Songajskim kraljevstvom vladalo je Malijsko Carstvo, no 1464. ratnički kralj imenom Sonni Ali pobunio se i zauzeo glavni grad Malija, Timbuktu te je tako Songaj ponovo postao nezavisan. Songajsko Carstvo nastavilo je potom povećavati svoje bogatstvo i moć sve dok unutarnje podjele uz marokansku invaziju nisu dovele ovo carstvo do propasti 1591.
Kao dio starog Songajskoga Carstva, Niger je uključen u Francusku Zapadnu Afriku 1896. godine Od 1922. postaje francuska kolonija. Godine 1958., postaje samostalna republika unutar Francuske zajednice, a 1960., ostavljajući zajednicu proglašava svoju nezavisnost. Od tada, vojska je dominantna politička snaga, često dolazi u sukob s Tuarezima.
Otkriće urana 1970-ih dovodi do razvoja gospodarstva, koje kasnije opada s padom cijene proizvoda. 
Godine 1993. bilo je borbi između vladinih snaga i pobunjenika Tuarega na sjeveroistoku. U ožujku 1993., Pariški klub smanjuje polovicu duga Niger, čije plaćanje iznosi 47% izvoza. 
U siječnju 1996., vojska na čelu s brigadnim generalom Ibrahimom Barre Maïnassarom izvodi državni udar, suspendira ustav i političke stranke. Nakon pobjede na predsjedničkim izborima, Maïnassara sastavlja novi ustav, što je izazvalo nasilne prosvjede u Niameyu. Godine 1997., vlada Maïnassara raspuštena je dva puta. U travnju 1997., imenovan je novi premijer Amadou Cisse.